# Wrescherode
Wrescherode ist der zweitgrößte Stadtteil des niedersächsischen Bad Gandersheim im Landkreis Northeim und wurde bereits im Jahre 1261 namentlich als Writtshingerode schriftlich erwähnt.

## Geographie
Wrescherode liegt zwei Kilometer südöstlich der Stadtmitte von Bad Gandersheim. Es besteht eine direkte Verbindung dorthin.

## Geschichte
Das sogenannte Haufendorf Wrescherode stand im Laufe seiner Geschichte immer in enger Beziehung zum Stift Gandersheim.
Am 1. März 1974 wurde Wrescherode in die Stadt Bad Gandersheim eingegliedert.

## Politik
Gemäß der Hauptsatzung von Bad Gandersheim werden die Ortsteile der Stadt jeweils durch einen Ortsvorsteher vertreten. Aktuell ist Rene Osbahr in dieser Funktion.

## Infrastruktur
Im Jahre 1875 wurde in Wrescherode die Freiwillige Feuerwehr gegründet. Sie hat seit dem 1. Januar 2019, nach der Angliederung der Ortsfeuerwehr Ellierode als Löschgruppe an die Feuerwehr Wrescherode, rund 60 aktive Mitglieder und ist die zweitgrößte Feuerwehr im Stadtgebiet Bad Gandersheim.
In Wrescherode hat als einziges Dorf in der Umgebung ein Jugendzentrum. Das PHOENIX besteht seit 2014 und ist ein Projekt der Evangelischen Stiftskirchengemeinde Bad Gandersheim.
Kindertagesstätte „Hoppetosse“ wurde 1995 auf Initiative von Eltern als Selbsthilfekindergarten gegründet. 2018 ging die Trägerschaft auf die Johanniter-Unfall-Hilfe über.
Der Bad Gandersheimer Flugplatz (amtlich "Verkehrslandeplatz") liegt im westlichen Bereich der Gemarkung Wrescherode. Dort sind fünf Luftsport treibende Vereine beheimatet.

## Kapelle

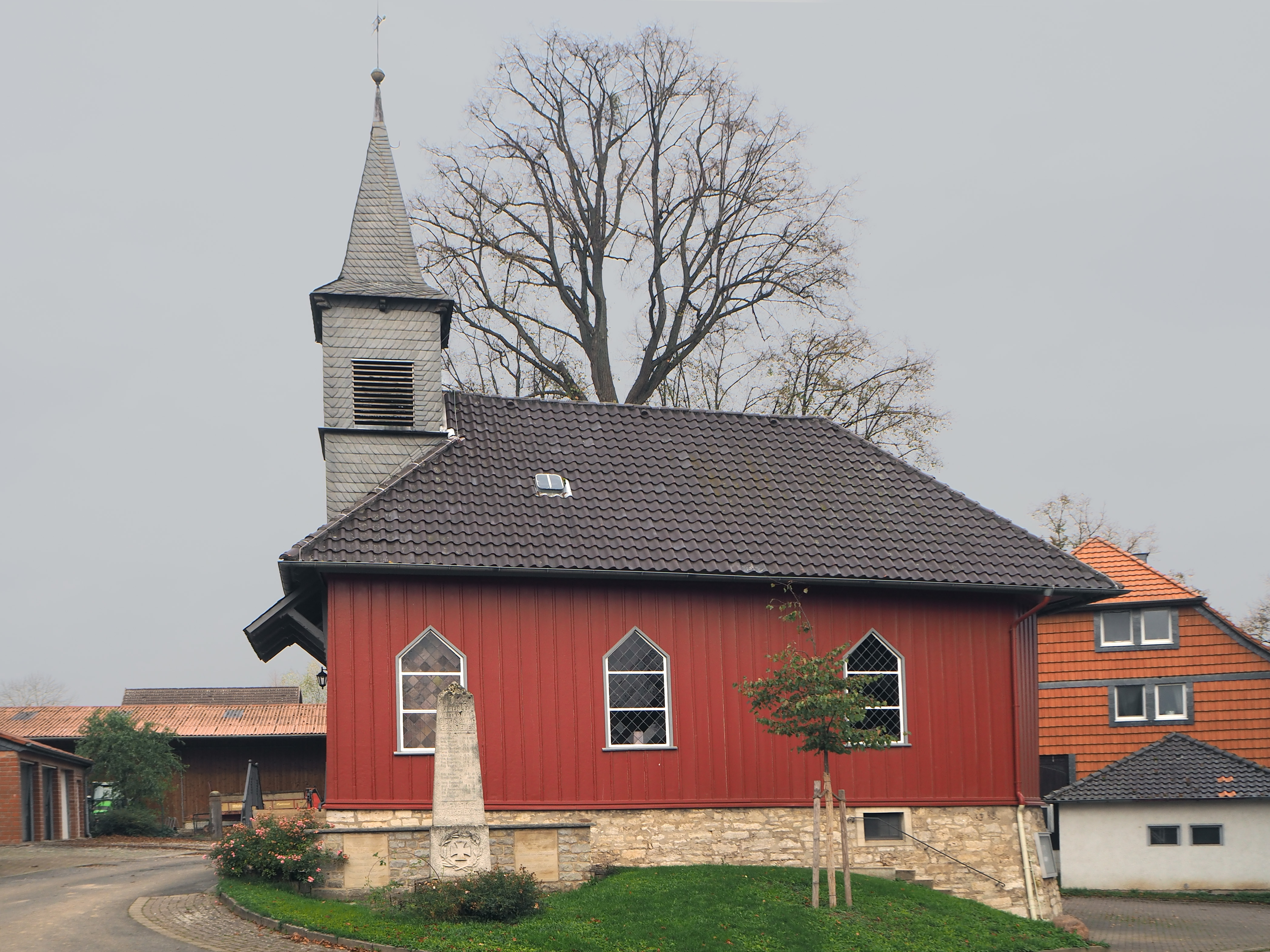
Die Kapelle St. Urban

Die Kapelle im Ortszentrum ist dem heiligen Urban und der Jungfrau Maria geweiht. 1498 wurde der Kapelle ein Messbuch geschenkt, das genaue Baujahr ist aber unbekannt. Der rote Anstrich wurde von den Mitgliedern der Kirchengemeinde durch eine Wahl selbst bestimmt.